# Otto Wigand
Otto Wigand, magyarosan Wigand Ottó (Göttingen, 1795. augusztus 10. – Lipcse, 1870. szeptember 1. ) német könyvkiadó és politikus.

## Életpályája
1826-ban Kassán könyvkereskedést alapított, amelyet 1827-ben Pestre, majd 1832-ben Lipcsébe tett át. 1842-ben fiaival, Ottóval és Walterrel könyvnyomdát is alapított, amely 1893 után Walter nővéreinek tulajdona lett. A kiadóüzlet 1864-ben Hugo Wigand tulajdonába ment át.
Jelentősebb művek, melyek Wigand kiadásában jelentek meg: Friedrich Engels: A munkásosztály helyzete Angliában, Feuerbach, Johannes Scherr művei; Weiske jogi lexikona; Sanders: Wörterbuch der deutschen Sprache, stb. Wigand Lipcsében tevékenyen részt vett a politikai életben. 1849–1850 között a szász országgyűlés tagja is volt.

## Magyarul
- Az aranybánya, vagy' A tapasztalt tanácsadó a városi és magányos falusi csendben élő gazdák, és gazdaasszonyok számára, 1-12.; öszvegyűjt. Wigand Otto, jegyz. Lencsés Antal, Zádor Elek; Wigand, Pest, 1829-1830

## Idézetek
- Kossuth Lajosról: Négy évtizeddel ezelőtt egy pszichológiai rejtéllyel ért fel, hogy egy notórikus gyáva hogyan tudott támogatásra lelni egy olyan bátor és lovagias nemzetnél mint a magyar. (német eredeti: Wenn es schon vor vier Jahrzehnten als ein psychologisches Rätsel bezeichnet werden konnte, dass ein notorischer Feigling bei einer so tapferen und ritterlichen Nation, wie die ungarische, Anhang zu finden vermochte, so stehen wir der Lösung dieses Rätsels heute auch nicht um Haareslbreite näher.) Otto Wigand: General der Kavallerie, Freiherr von Edelsheim-Gyulai, Eine Charakterstudie, Lipcse, 1893